# Hyun-soo Kim
Kim Hyun-soo (Seúl, 12 de enero de 1988) es un jardinero de los Filis de Filadelfia de la Liga Mayor de Béisbol . De 2006 a 2015 jugó con los Seoul Doosan Bears en la Liga de Béisbol de Corea del Sur .
Ganó medalla de oro en béisbol en los Juegos Olímpicos de Beijing 2008, la medalla de plata en el Clásico Mundial de Béisbol 2009 y la medalla de oro en los Juegos Asiáticos 2010.

## Trayectoria
En 9 temporadas jugó con los Seoul Doosan Bears de la Organización de Béisbol de Corea, de 2006 a 2015, Kim Hyun-soo mantuvo un promedio de bateo de 318 y un promedio de embase de 406. Se ubica entre los 5 primeros de la liga en carreras impulsadas y recibe cinco boletos 
En 2015 conectó 28 jonrones, 121 carreras en 141 juegos de los Bears y tuvo un promedio de bateo de 326 y un promedio de embase de 438.
El 23 de diciembre de 2015, firmó un contrato de dos años y 7 millones de dólares con los Orioles de Baltimore de la Liga Mayor de Béisbol.
Hizo su debut el 10 de abril de 2016 con Baltimore. En 151 juegos jugados para Baltimore durante las temporadas 2016 y 2017, Kim bateó para un promedio de bateo de 281 con 7 jonrones y 32 carreras impulsadas .
El 29 de julio de 2017 canjeó a Kim y al lanzador zurdo de ligas menores Garrett Cleavinger a los Filis de Filadelfia por el lanzador derecho Jeremy Hellickson.